# Allgemeine Encyclopädie der Wissenschaften und Künste

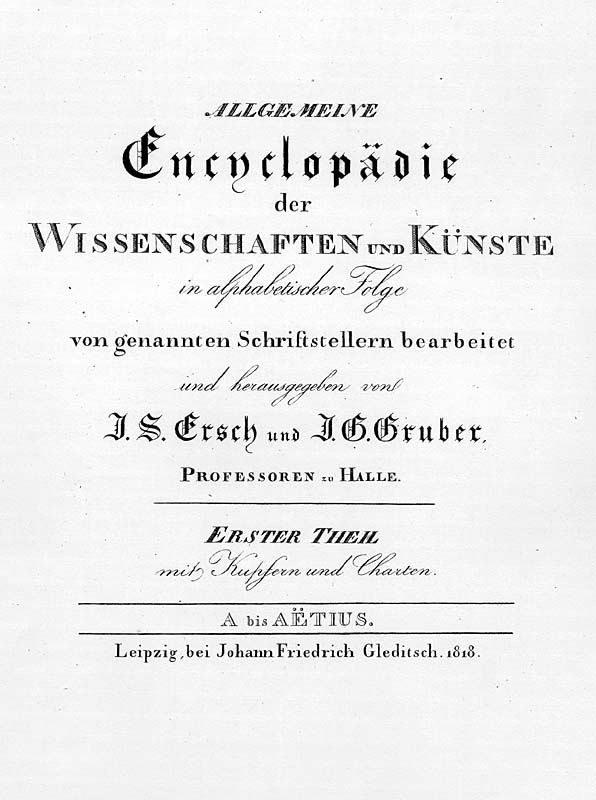
Titelblatt von Section 1, Band 1 „A bis Aetius“ des Ersch/Gruber von 1818

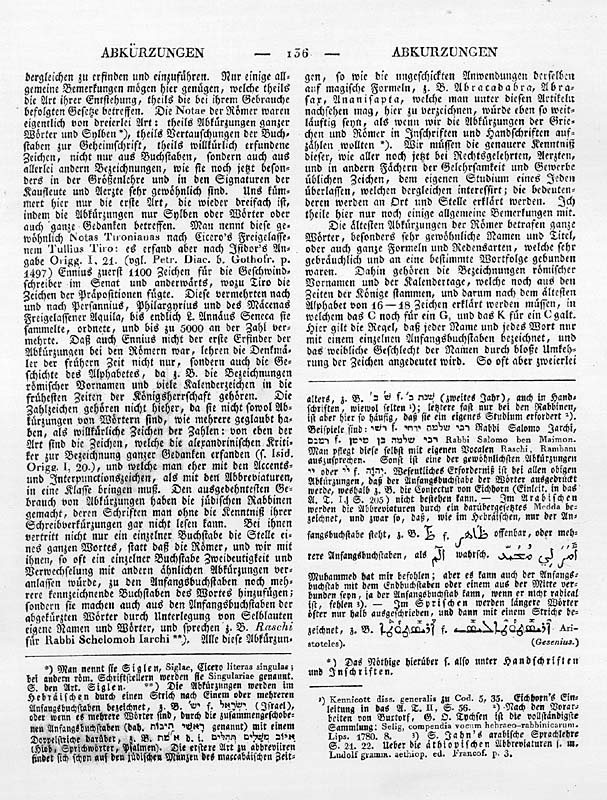
Beispielseite aus Band 1, „Abkürzungen“ von 1818; der Ersch/Gruber ist eine der wenigen Enzyklopädien mit Fußnoten

Die Allgemeine Encyclopädie der Wissenschaften und Künste (kurz Ersch-Gruber) ist eine von Johann Samuel Ersch und Johann Gottfried Gruber herausgegebene Enzyklopädie.

## Umfang
Die Veröffentlichung der unvollendeten Allgemeinen Encyclopädie der Wissenschaften und Künste, in alphabetischer Folge wurde 1818 von Ersch und Gruber begonnen; bis 1889 erschienen 167 Text-Bände und ein Tafelband. Es handelt sich um eine wissenschaftliche Enzyklopädie, die von über 400 Mitarbeitern erarbeitet wurde und knapp 79.000 Seiten in drei Sektionen umfasst.
Veröffentlicht wurde die Enzyklopädie in drei Teilen:
- „A–G“ (1. Section) in 99 Bänden und 1 Tafelband, 1818–1882 (Herausgeber: Bände 1–21: Johann Gottfried Gruber und Johann Samuel Ersch; Bände 21–54: Johann Gottfried Gruber; Bände 55–61: Moritz Hermann Eduard Meier; Bände 62–99: Hermann Brockhaus)
- „H–Ligatur“ (2. Section, geplant als „H–N“) in 43 Bänden, 1827–1889 (Herausgeber: Andreas Gottlieb Hoffmann), und
- „O–Phyxius“ (3. Section, geplant als „O–Z“) in 25 Bänden, 1830–1850 (Herausgeber: Moritz Hermann Eduard Meier; Band 1–16 zusammen mit Ludwig Friedrich Kämtz)

Das Werk wurde 1831 vom Brockhaus-Verlag übernommen und 1889 unvollendet eingestellt.
Beispielsweise umfasst dabei allein das Stichwort Griechenland die acht Bände 80–87 der ersten Sektion; die Griechenland-Bände erschienen auch separat und werden am Ende des achten Teilbandes mit einem detaillierten systematischen Inhaltsverzeichnis abgeschlossen. Die Bände bestehen fast ausschließlich aus zweispaltigem Text, erst ab der zweiten Sektion wurden jedem Band einige Abbildungen (Kupferstiche) beigefügt. Bei der Auswahl von Biographien wurden nur solche verstorbener Persönlichkeiten aufgenommen.

## Bewertung

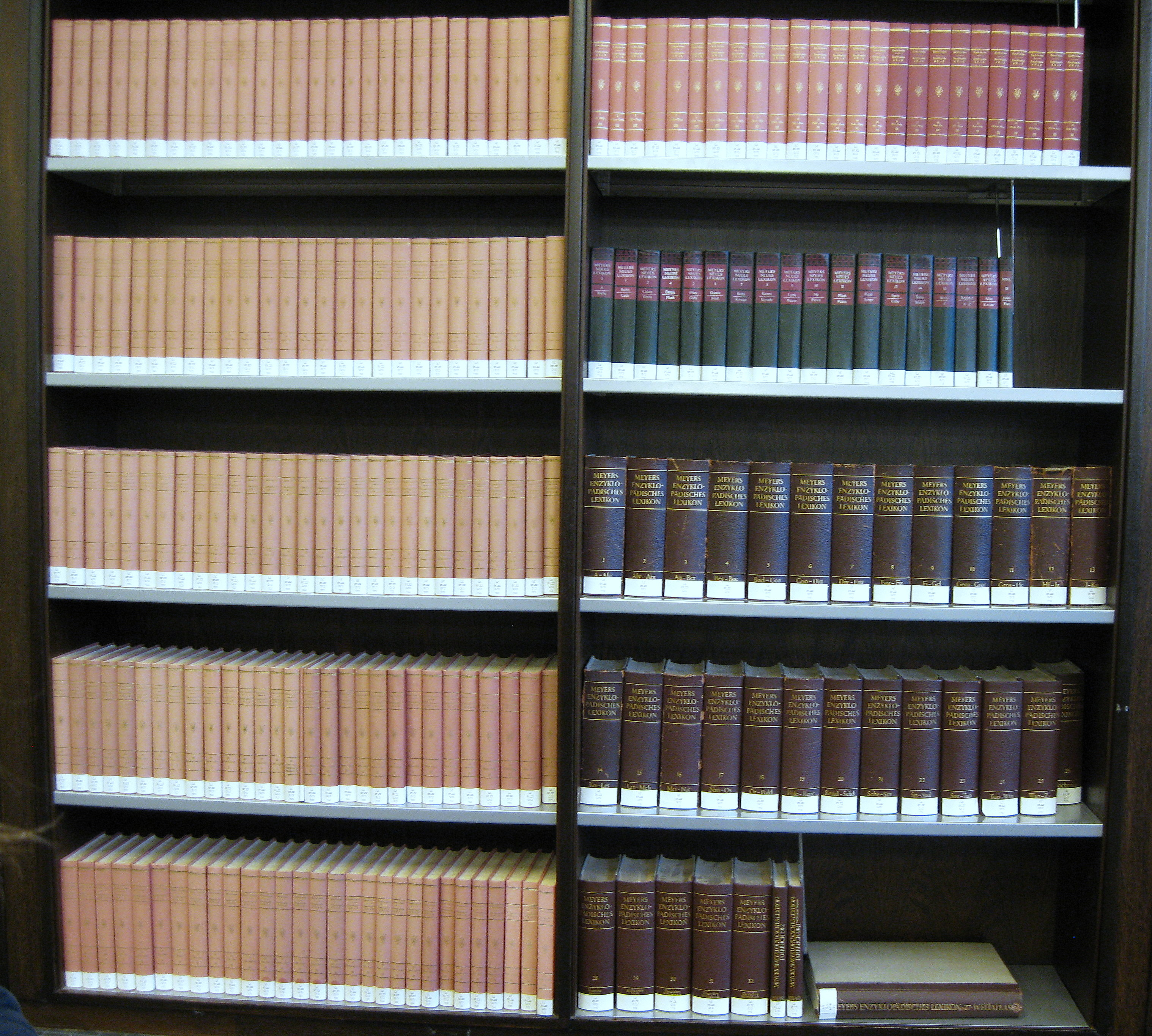
Ersch-Gruber in einer Universitätsbibliothek

Der Ersch-Gruber galt als umfangreichste Enzyklopädie des Abendlandes, als prototypisches Dokument des deutschen Idealismus und „Riesen- und Ehrenwerk teutscher Gründlichkeit und teutschen Fleißes“.
Im „Vorbericht“ der Allgemeinen Enzyklopädie der Wissenschaften und Künste in alphabetischer Folge beschrieben Ersch und Gruber 1818 die Zielsetzung ihres Werks:

„Unser Unternehmen bezweckt […] nichts Geringeres, als eine umfassende Bearbeitung aller Wissenschaften und Künste, nach ihren einzelnen Theilen und Gegenständen, gemäß dem seit etwa drei Jahrzehnten ungemein veränderten Zustande der Literatur und Kunst, von Schriftstellern, deren Namen die Achtung und das Vertrauen der literarischen Welt längst sich erworben haben, so viel möglich für das ganze gebildete Publikum, und zwar in alphabetischer Folge. Aehnliche Werke erhielten die Franzosen durch Diderot und d’Alembert, die Engländer durch Chambers, Rees u. A. unter dem Titel einer Enzyklopädie. Unsere Enzyklopädie soll alle Fächer des menschlichen Wissens und Könnens vollständig umfassen, die Kunstausdrücke kurz erläutern, alle wichtigen Gegenstände gründlich und befriedigend behandeln, nöthigenfalls mit Verweisung auf die Quellen zur weitern Belehrung.“

Die monumentale Enzyklopädie genoss auch internationales Ansehen. Der Enzyklopädiker Richard Collison bezeichnete sie als „the greatest Western encyclopaedia ever attempted“.